# (34731) 2001 QU47
2001 QU47 (asteroide 34731) é um asteroide da cintura principal. Possui uma excentricidade de 0.08711350 e uma inclinação de 7.69640º.
Este asteroide foi descoberto no dia 16 de agosto de 2001 por LINEAR em Socorro.